# Esanatoglia
Esanatoglia è un comune italiano di 1 894 abitanti nella provincia di Macerata nelle Marche. Fa parte dei borghi più belli d'Italia. È un piccolo borgo medievale immerso in un contesto naturale incantevole, ai piedi dell'Appennino umbro-marchigiano. Il territorio di Esanatoglia è caratterizzato da paesaggi montani e collinari, offrendo molte attività all'aria aperta come trekking, trail-running, mountain-bike, camping, passeggiate e molto altro.
Esanatoglia è nota per il suo scenario di gare internazionali di motocross e di mountain-bike. Con il suo circuito XCO "Santoporo XC" rientra in una delle tappe deli Internazionali d'Italia Series e per la MTB-marathon ha la sua Esatrail Super Hero, un percorso che mette a dura prova chi lo affronta.  

## Geografia fisica
Il comune di Esanatoglia si trova nella vallata situata tra il Monte Gemmo e il Monte Corsegno, nell'entroterra marchigiano, circondato dai comuni di Matelica, di Fiuminata e di Fabriano, a circa 450 m s.l.m. Nel suo territorio nasce il fiume Esino, precisamente dal Monte Cafaggio.
Tra il centro cittadino e le sorgenti del fiume Esino si snoda il Parco delle Vene, importante meta turistica.

## Storia
Secondo la leggenda, Esus, il Dio della guerra latino Marte (e in alcuni casi Mercurio) e una delle divinità maggiori della mitologia celtica sarebbe all'origine del nome del fiume Esino, sulle cui rive si suppone abitasse una comunità che in epoca romana veniva chiamata Aesa.
Sono state rinvenute in superficie evidenze di attività umane risalenti al periodo Paleolitico in località Monte Sant'Angelo, al Neolitico in località Piani di Calisti e all'Eneolitico in località Crocifisso-Case Popolari.
L'attuale toponimo, Esanatoglia, nacque nel 1862 dalla combinazione di Aesa e Anatolia, rimpiazzando il nome di Santa Anatolia (martire del III secolo d.C.), con cui era chiamato il castrum medioevale.
Il primo documento noto riguardante Santa Anatolia risale al 1015, a proposito della fondazione dell'Abbazia di Sant'Angelo infra Hostia  da parte del conte Atto e sua moglie Berta. Il monastero divenne presto il più importante insediamento religioso della zona.
La città fu governata dalla famiglia dei Malcavalca fino al 1211, anno in cui subentrarono gli Ottoni di Matelica. Tre anni dopo, e per tre secoli, la potente famiglia da Varano di Camerino governò sulla città.
Sotto i Varano la città di Santa Anatolia mantenne una certa autonomia: la prima collezione di norme statutarie data 1324. La cittadella rimase immune da guerre e saccheggi per molto tempo; solo nel 1443 fu conquistata da Francesco I Sforza, aiutato dai matelicesi: il monastero di Sant'Angelo – con la sua famosa biblioteca – non fu salvato dalla devastazione.
Nel 1502 il castrum divenne parte dello Stato della Chiesa.

## Monumenti e luoghi di interesse
Il paese, raccolto nelle Mura, conserva case medievali, dove si possono osservare le "tre porte" (la porta usuale, quella degli sposi e quella del morto cioè dalla quale si facevano uscire i defunti) Altri aspetti di interesse:
- Porta S. Andrea, porta di ingresso al paese[8].
- Chiesa di S. Maria, detta anche di S. Agostino con abside del '200[8].
- Palazzo del Pretorio, con archi ogivali[7].
- Pieve dei Santi Anatolia e Marco, dedicata alla Santa patrona, verosimilmente eretta su di un tempio pagano[8] con portale in pietra del Duecento.[7] L'interno custodisce una tela raffigurante il Calvario, firmata da Simone e Giovan Francesco De Magistris e datata 1566, dipinta originariamente per la cappella Pierleoni in San Francesco a Matelica.[9]
- Fontana pubblica, risalente al XIII secolo.[7]
- Palazzo Comunale, già Palazzo dei Da Varano, che custodisce pitture raffiguranti cavalieri della famiglia Varano.[8]
- Chiesa di Santa Maria di Fonte Bianco, presso il cimitero.
- Castello Malcavalca, presso la frazione Palazzo.[10]
- Il Roccone, sul versante di Monte Corsegno. [11]

## Società

### Evoluzione demografica
Abitanti censiti

## Infrastrutture e trasporti

### Strade
Strada a scorrimento veloce in costruzione, ma aperta nel tratto che va da Fabriano a Castelraimondo, è la SS256 var, arteria che fa parte del progetto Pedemontana delle Marche, collegamento che ha l'ambizione di unire i territori interni della regione Marche da nord a sud.

## Amministrazione
| Periodo        | Periodo        | Primo cittadino          | Partito                    | Carica  | Note   |
| -------------- | -------------- | ------------------------ | -------------------------- | ------- | ------ |
| 17 giugno 1988 | 7 giugno 1993  | Cesare Procaccini        | Partito Comunista Italiano | Sindaco | [ 13 ] |
| 7 giugno 1993  | 28 aprile 1997 | Giorgio Pizzi            | Indipendente               | Sindaco | [ 13 ] |
| 28 aprile 1997 | 14 maggio 2001 | Giorgio Pizzi            | Centro-destra              | Sindaco | [ 13 ] |
| 14 maggio 2001 | 30 maggio 2006 | Luigi Nazzareno Bartocci | Centro-destra              | Sindaco | [ 13 ] |
| 30 maggio 2006 | 30 maggio 2011 | Giorgio Pizzi            | Centro-destra              | Sindaco | [ 13 ] |
| 30 maggio 2011 | 5 giugno 2016  | Giorgio Pizzi            | Centro-destra              | Sindaco | [ 13 ] |
| 5 giugno 2016  | 3 ottobre 2021 | Luigi Nazzareno Bartocci | Centro-destra              | Sindaco | [ 13 ] |
| 4 ottobre 2021 | in carica      | Luigi Nazzareno Bartocci | Centro-destra              | Sindaco | [ 13 ] |

## Economia

### Agricoltura
Da sottolineare la ripresa dell'antica coltivazione dello zafferano e l'interesse per le produzioni biologiche.

## Sport

### Motocross
Il crossdromo comunale "Gina Libani Repetti" di Esanatoglia è un impianto per la pratica del motocross. Recentemente ristrutturato, questo tracciato ha ospitato in passato cinque edizioni del GP d'Italia del Campionato del Mondo Motocross; nel 1967 (classe 500 cc), nel 1974 (classe 500 cc), nel 1979 (classe 125 cc), nel 1984 (classe 500cc) e nel 1991 (classe 500 cc). Per oltre 15 anni è stato teatro della gara finale della "Coppa 1.000 Dollari" che si disputava su tre prove e vedeva andare in scena l'epilogo proprio al "Gina Libani Repetti", il 15 agosto di ogni anno.

### Moutain-bike - MTB
Il comune di Eanatoglia è noto in tutta Italia per le centinaia di chilometri di single track denominati Esatrail e per ospitare tutti gli anni la tappa degli Internazionali d'Italia Series, una gara internazionale di fama mondiale. 
Inoltre per i più avventurosi e amanti della MTB-marathon qui si svolge l'Esatrail Super Hero, un percorso di 90km e più di 4000m di dislivello positivo. Un percorso per i più esperti, da fare in MTB spingendo il proprio corpo e la propria mente ai limiti. Il percorso si svolge prevalentemente su single track tecnici, vi è necessaria l'iscrizione in loco, a termine dell'impresa sarà consegnato un riconoscimento. Consultare il sito https://www.esatrail.it/esatrail-super-hero-2/

### Calcio a 11
La squadra di calcio locale, l'ASD Esanatoglia, gioca attualmente nel campionato regionale di Seconda Categoria.
I colori sociali sono bianco-celeste e gioca le sue partite casalinghe al "Comunale" in via Roma.

## Galleria d'immagini

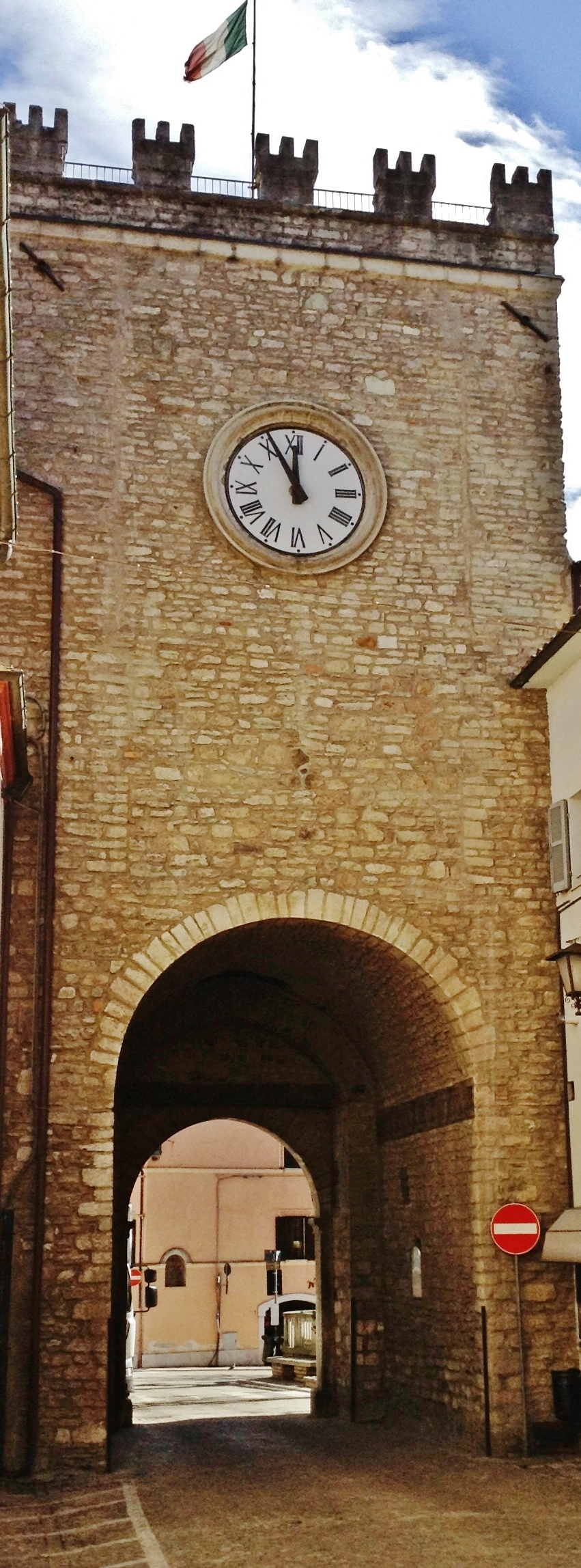
Porta S. Andrea
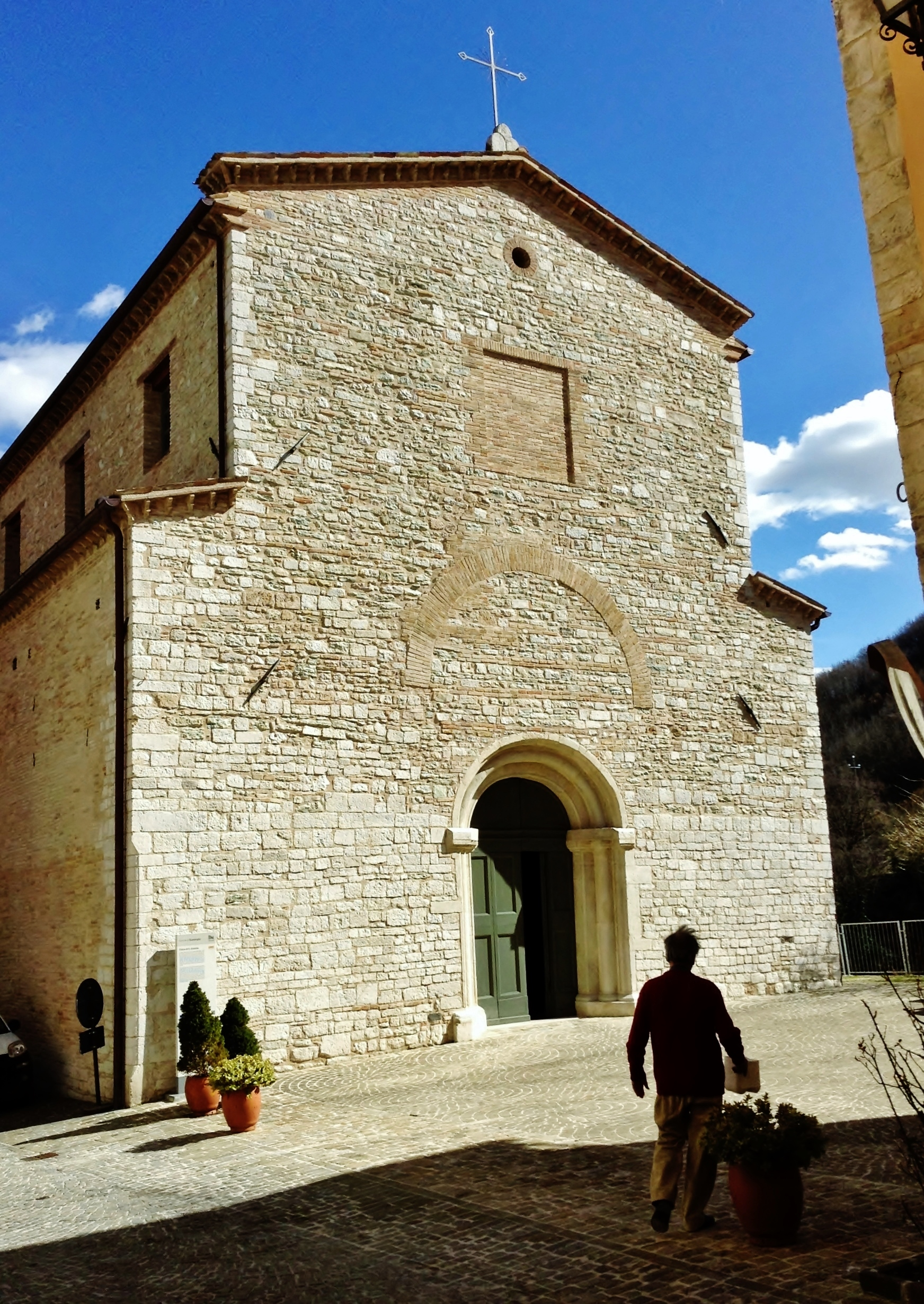
Pieve di Santa Anatolia
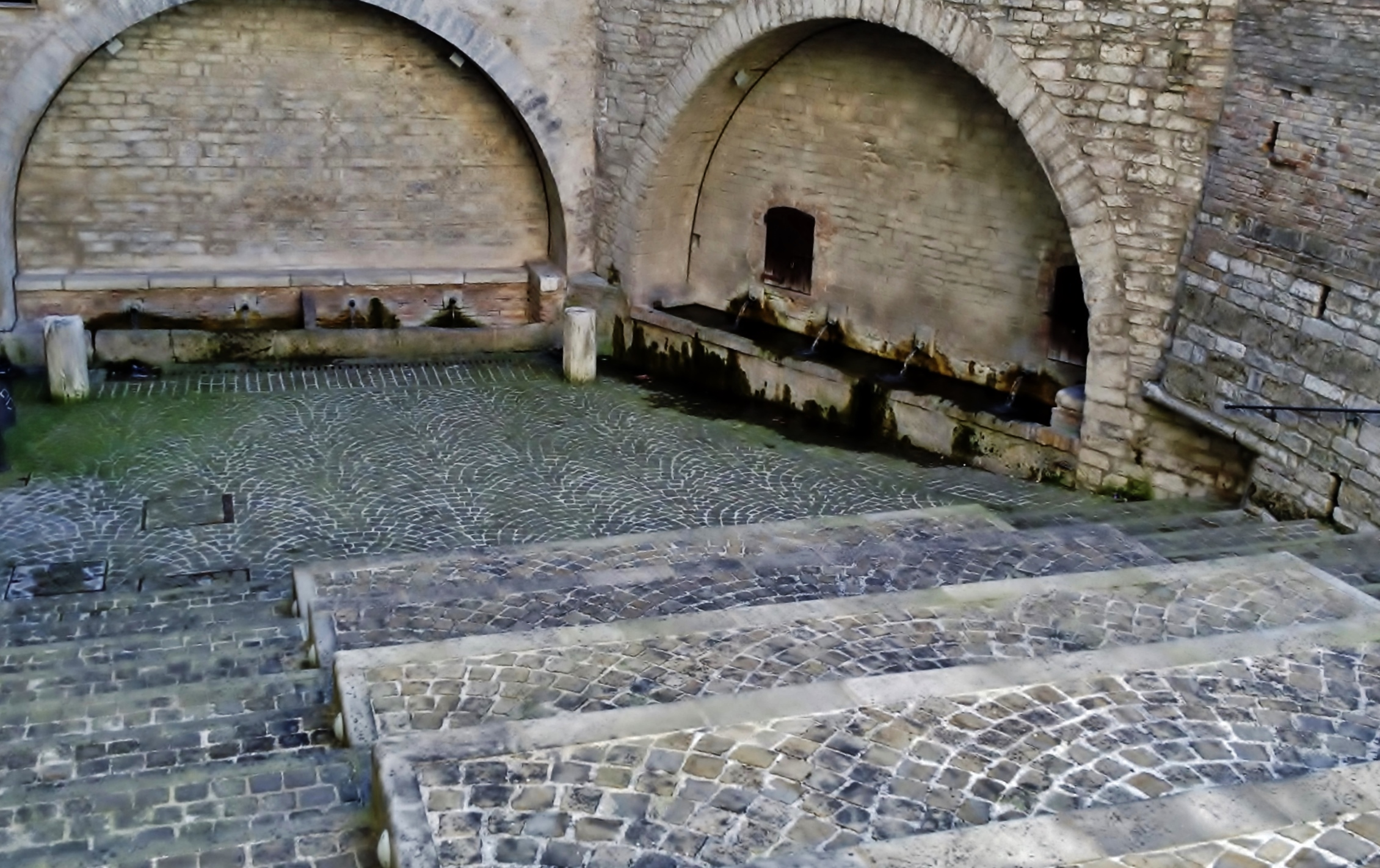
Fontana pubblica
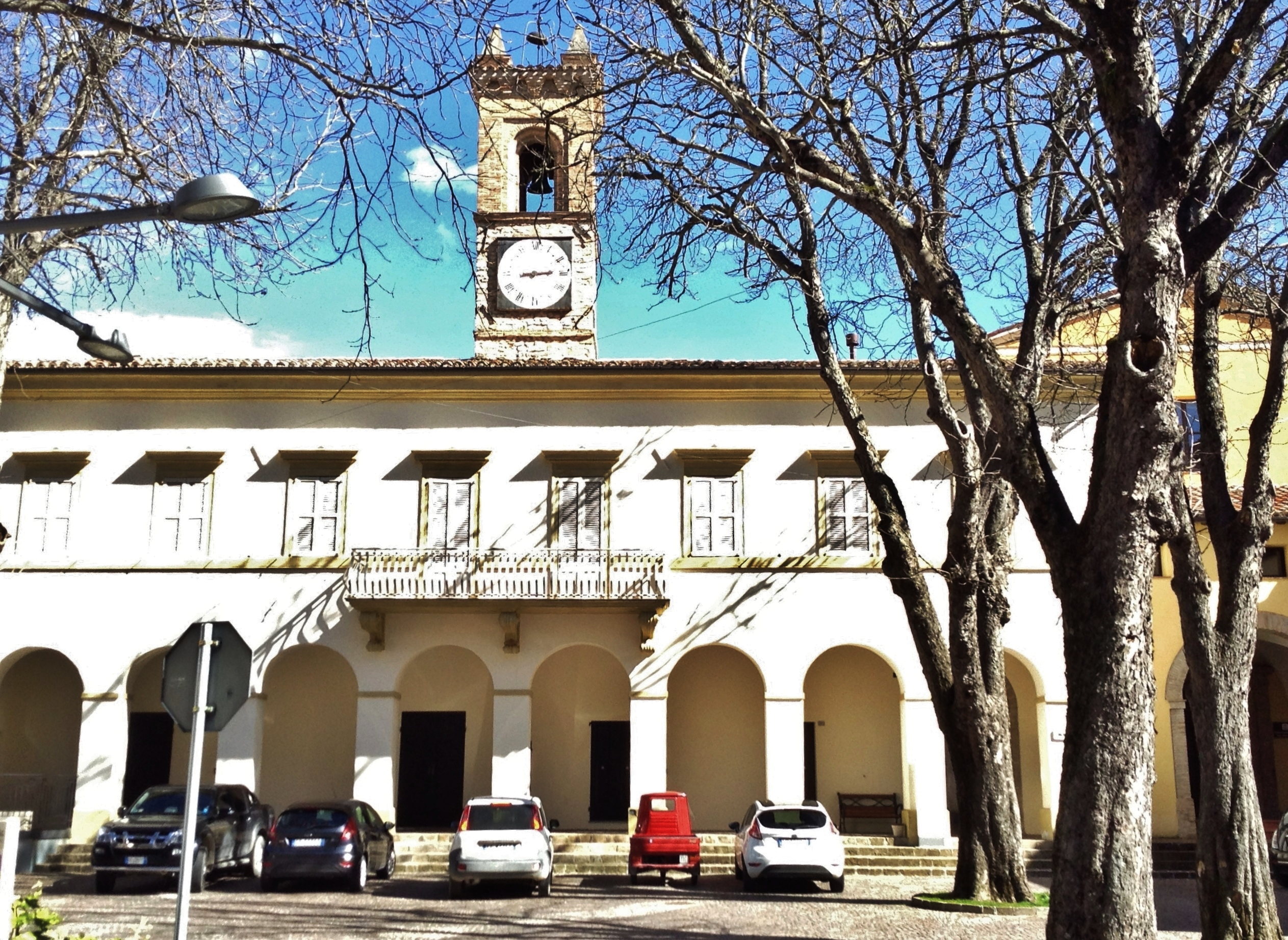
Palazzo Comunale